# 익산 숭림사 보광전 목조석가여래좌상
익신 숭림사 보광전 목조석가여래좌상(益山 崇林寺 普光殿 木造釋迦如來坐像)은 대한민국 전북특별자치도 익산시 숭림사 보광전에 있는 불상이다. 2001년 4월 27일 전라북도의 유형문화재 제188호로 지정되었다.

## 참고 자료
- 숭림사보광전목조석가여래좌상 - 국가유산청 국가유산포털